# MAZ 206

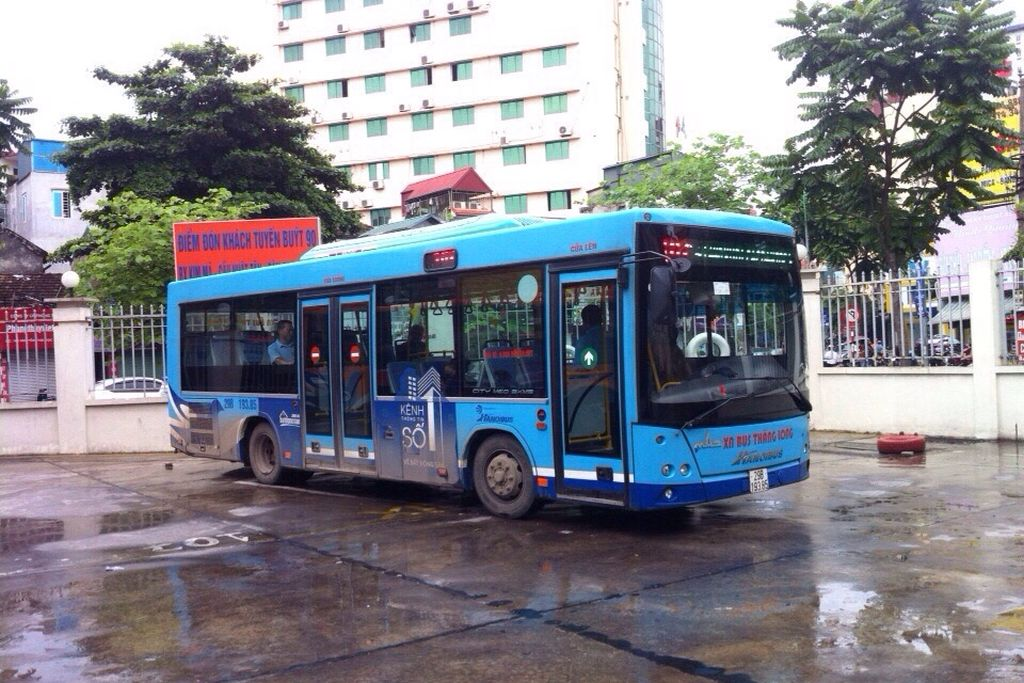
MAZ 206 w stacji autobusowej Kim Mã, Hanoi, Wietnam

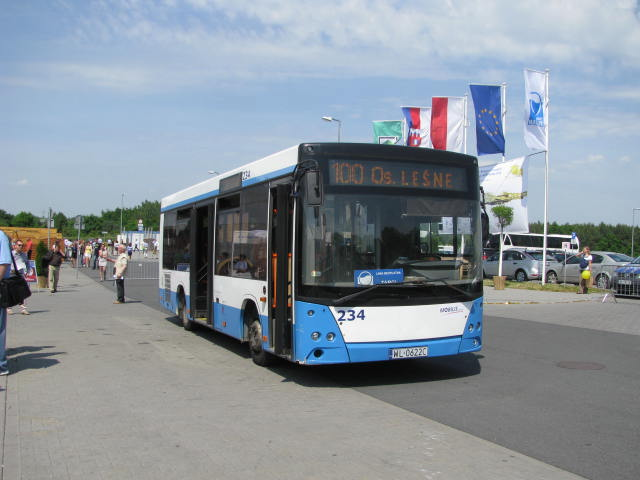
MAZ 226 Mobilis w Bydgoszczy

MAZ 206 – autobus miejski oraz podmiejski (226) produkowany przez zakłady MAZ w Mińsku na Białorusi.
Produkcję nowego modelu autobusu klasy MIDI, który stanowi krótszą o prawie 3,5 metra wersję autobusu MAZ 203 rozpoczęto w 2006 roku.
Do napędu modelu 206 przewidziano silniki Diesla MMZ-245.30 o mocy 155 KM produkcji białoruskiej, Deutz BF4M1013FC o mocy 170 KM oraz MB OM904LA o mocy 177 KM. Jednostki napędowe zblokowane są z 6-biegową manualną skrzynią biegów ZF 6S700BO lub 5-biegową automatyczną ZF 5HP-502.
Pod koniec 2007 roku do produkcji dołączyła podmiejska wersja tego modelu o nazwie MAZ-226. W stosunku do odmiany miejskiej różni się ona zwiększoną liczbą miejsc siedzących oraz zastosowaniem siedzeń zapewniających odpowiedni komfort podróży na dłuższych dystansach.